# Camponotus horripilus
Camponotus horripilus är en myrart som beskrevs av Carlo Emery 1900. Camponotus horripilus ingår i släktet hästmyror, och familjen myror. Inga underarter finns listade.